# ジューセン
ジューセン (ドイツ語: Süßen, ドイツ語発音: [ˈzyːs̩n]) は、ドイツ連邦共和国バーデン＝ヴュルテンベルク州シュトゥットガルト行政管区のゲッピンゲン郡に属す市である。この街はシュヴェービシェ・アルプ中部の麓、フィルスタール（フィルス川の谷）にあり、シュトゥットガルト (49 km) とウルム (45 km) との間にあたる。

## 地理

### 位置
ジューセンは行政上、レギオン・シュトゥットガルト（シュトゥットガルト地方）に含まれ、シュトゥットガルト行政管区に属している。ジューセンでラウター川がフィルス川に注いでいる。市域の高度は 345 m から 551 m で、アルプトラウフ（シュヴェービシェ・アルプの急峻な北西斜面）に近い。

### 市の構成
自治体ジューセンには農場集落ネーアーホーフが含まれる。

### 隣接する市町村
北から時計回りに以下の市町村がジューセンと隣接している: ザラハ、ドンツドルフ、ギンゲン・アン・デア・フィルス、バート・ユーバーキンゲン、シュラート、ゲッピンゲン、アイスリンゲン/フィルス。

### 土地利用
| 用途                 | 面積 (ha) | 占有率 (%) |
| -------------------- | --------- | ---------- |
| 住宅地               | 137       | 10.8       |
| 商工業地             | 69        | 5.4        |
| レクリエーション用地 | 22        | 1.8        |
| その他市街地         | 28        | 2.2        |
| 交通用地             | 101       | 7.9        |
| 農業用地             | 567       | 44.4       |
| 森林                 | 335       | 26.2       |
| 水域                 | 9         | 0.7        |
| その他               | 11        | 0.9        |
| 合計                 | 1279      | 100        |

2022年現在の州統計局のデータに基づく。

## 歴史

### 18世紀まで
ジューセンは1071年に Siezun という表記でロルシュ文書に初めて記録されている。その後2つの村落が存在した。フィルス川左岸のグロースジューセンは、初めヘルフェンシュタイン伯領であったが、1382年に担保として帝国自由都市ウルムに移管された。これに対してフィルス川右岸のクラインジューセンはレヒベルク家に属した。フィリップ・フォン・レヒベルクが亡くなった後、この村は1529年にパッペンハイム家に、さらに1553年にブーベンホーフェン家に移譲された。この村の麓とシュヴァインバッハ川がフィルス川に注ぐ対岸はヴュルテンベルク公領と自由帝国都市ウルムとの領邦境であった。グロースジューセンは、1707年にスペイン継承戦争で数軒の家屋を残して焼き払われた。

### 19世紀から20世紀
帝国代表者会議主要決議による陪臣化に伴い、グロースジューセンは1802年にバイエルン選帝侯領に、クラインジューセンは1806年にバイエルン王国領になった。両村は1810年にバイエルンとヴュルテンベルクとの国境条約によりヴュルテンベルク王国に編入され、オーバーアムト・ガイスリンゲンに組み込まれた。
1847年のフィルスタール鉄道開通に伴いクラインジューセン駅が開業した。グロースジューセンとクラインジューセンは1933年に新たな自治体ジューセンとして統合された。ナチ時代のヴュルテンベルクの郡域再編によりこの町はゲッピンゲン郡に属すこととなった。第二次世界大戦の終戦間際、1945年4月20日にアメリカ軍がジューセンに進軍して来た。これによりこの町での戦争は終結し、占領時代が始まった。ジューセンは新たに設けられたヴュルテンベルク＝バーデン州に属した。この州は1952年に現在のバーデン＝ヴュルテンベルク州に再編された。1946年には1600人以上の故郷を逐われた人々や難民が流入した。これは当時の人口の 42 % にあたる人数であった。1996年7月1日にジューセンは市に昇格した。

## 住民

### 宗教
ウルムに属していたグロースジューセンでは1539年に宗教改革がなされたが、パッペンハイム領であったクラインジューセンはローマ＝カトリックに留まった。

### 人口推移
1837年から2020年までの人口を示す。数値は、人口調査結果(1)あるいは州統計局の公式な研究結果に基づく。本市を主たる住所とする人口である。
| 時点            | 人口（人） |
| --------------- | ---------- |
| 1837年1         | 1,440      |
| 1871年1         | 1,617      |
| 1900年1         | 2,107      |
| 1939年05月17日1 | 3,925      |
| 1950年09月13日1 | 5,946      |
| 1961年06月06日1 | 7,123      |
| 1970年05月27日1 | 8,258      |
| 1987年05月25日1 | 8,841      |

| 時点           | 人口（人） |
| -------------- | ---------- |
| 1990年12月31日 | 9,543      |
| 1995年12月31日 | 10,214     |
| 2000年12月31日 | 10,276     |
| 2005年12月31日 | 10,140     |
| 2010年12月31日 | 9,934      |
| 2015年12月31日 | 10,050     |
| 2020年12月31日 | 10,155     |

## 行政

### 議会
ジューセンの市議会は18議席からなる。市議会は、これらの選出された名誉職の議員と議長を務める市長で構成されている。市長は市議会において投票権を有している。

### 首長
首長は8年ごとの直接選挙で選出される。第二次世界大戦後の首長を列記する。
- 1945年 - 1946年: フリードリヒ・ハイツマン
- 1946年 - 1947年: ヴィルヘルム・ヘデルレ
- 1948年 - 1976年: アウグスト・アイゼレ
- 1977年 - 1990年: マルティ・バウフ (SPD)
- 1990年 - 1998年: ロルフ・カルラー (SPD)
- 1998年 - 2010年: ヴォルフガング・リュッツナー (CDU)
- 2010年 - : マルク・ケルスティング (CDU)

市の幟

### 紋章
図柄: やや低い位置で上下二分割。上部は銀地に3本の赤いジグザグの横帯（一番下は下端が領域からはみ出している）。下部はさらに黒と銀に上下二分割。
1933年にグロースジューセンとクラインジューセンが合併して以後、自治体ジューセンは現在の紋章を用いている。この紋章は、かつてこのクラインジューセンを治めていたブーベンホーフェン家のジグザグの横帯と、グロースジューセンを領していた帝国都市ウルムの黒と銀の二分割の紋章を組み合わせたものである。内務省は1958年3月13日に旗の使用を認可した。旗は、赤-白（赤-銀）の配色である。

### 姉妹都市
- テレクバーリント（ハンガリー語版、英語版）（ハンガリー、ペシュト県）

この姉妹都市関係は、1946年2月26日に266人のハンガリー系ドイツ人からなる最初の集団移住者がこの町からジューセンにやって来たことに由来する。
この他に、1962年にフラドケー・ジヴォティツェ（チェコ、モラヴィア・スレスコ州）と援助・協力関係を結んでいる。

## 経済と社会資本

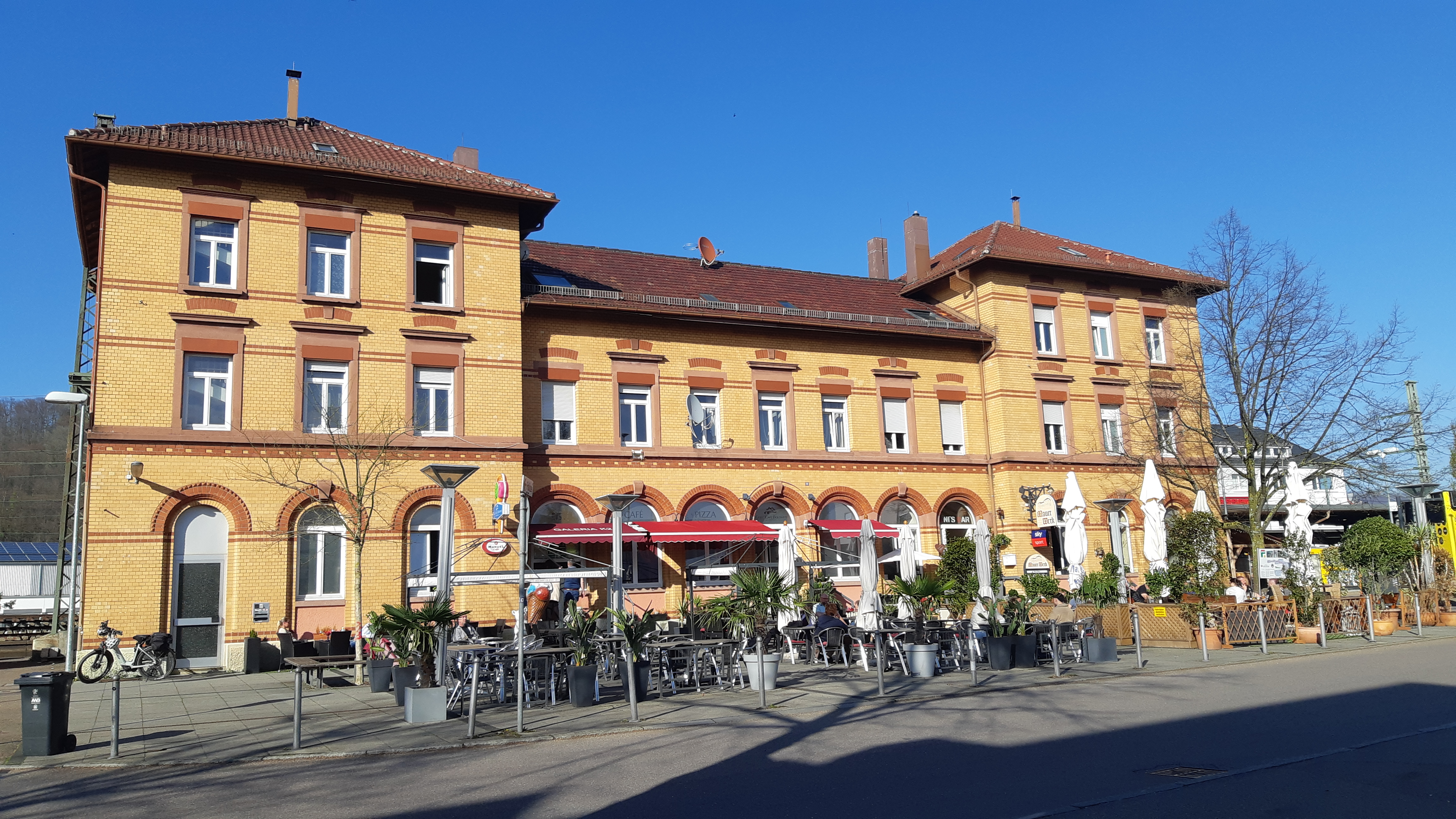
ジューセン駅

### 交通
ジューセンは、連邦道10号線および466号線によって広域道路網に接続している。
フィルスタール鉄道（シュトゥットガルト - ウルム）がジューセンを鉄道網に結んでいる。ジューセン駅にはローカル列車（レギオナルバーンおよびレギオナルエクスプレス）のみが停車する。かつてヴァイセンシュタインまで運行していたラウタータール鉄道は現在廃止されている。ガイスリンゲン、ゲッピンゲン、ハイデンハイム・アン・デア・ブレンツ行きのバス路線がある。これらは2021年11月からシュトゥットガルト交通連盟に組み込まれている。

### 教育
ゲシュヴィスター＝ショル実科学校、 J.-G.-フィッシャー基礎課程・総合学校のほかに、基礎課程学校ホルンヴィーゼンシューレがある。

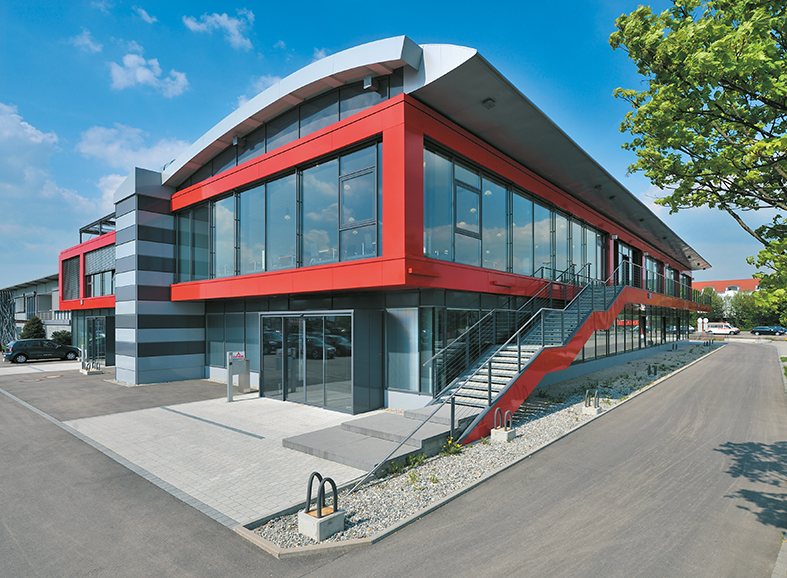
カール・シュタール本社

### 主な地元企業
- NOE-シャルテクニーク
- シュピンデルファブリーク・ジューセン（スイスのリーター・コンツェルン（ドイツ語版、英語版）の一部）
- クンストギーセライ・シュトラスアッカー
- シェラー+シュタール・ウント・アウスターマン＝ヴォレ（シェラー・シュピニング・グループの一部）
- カール・シュタール・グループ
- ブレエヒフェアアーバイトゥング・メーラー GmbH
- カイザー・プラスティクス
- クンストミューレ・シューラー

## 文化と見所

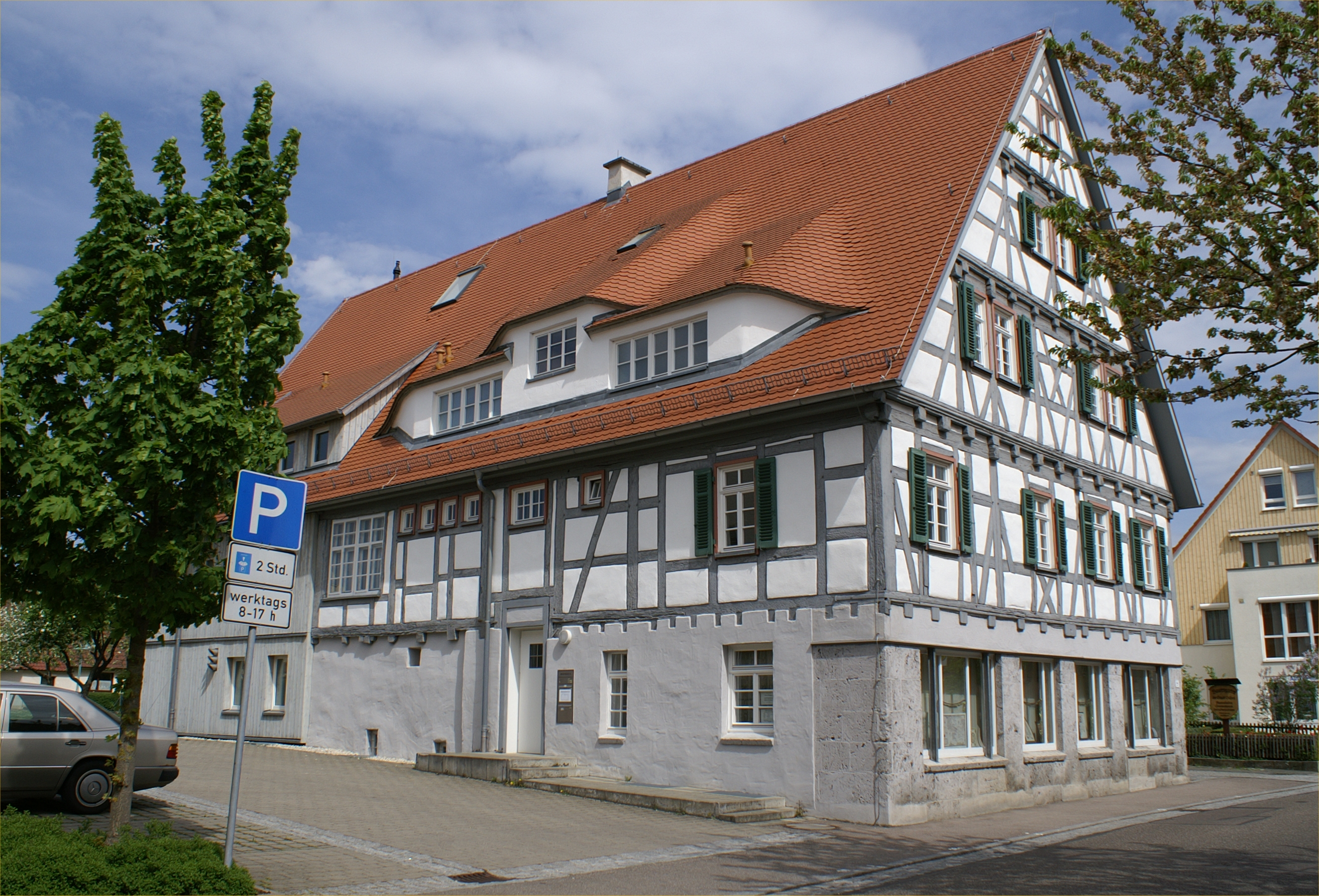
コルピング音楽学校

### コルピング音楽学校
この音楽学校では、子供から大人まで楽器演奏が個人レッスンやグループレッスンで学ぶことができる。この他に様々なアンサンブルの機会があり、年に何度も様々な音楽施設で音楽学校ワークショップを組織している。また、定期的にクラスの発表会や大規模なコンサートも開催している。

### 市立図書館
旧アムトハウス（行政役場）に、多くの様々なメディアを収蔵している市立図書館がある。定期的に朗読会や子供向けイベントを組織している。レーゼカフェ（読書カフェ）は長居しての読書に最適である。

### ジューセン市民大学
ジューセン市民大学（VHS ジューセン）にはあらゆる専門分野の多彩なコースが用意されている。9月開始と2月開始の2学期制である。毎年約300の、コース授業、単発講義、ツアーやワークショップが計画されている。この他に VHS は講義の最適化を図るためにクラブ・団体やその他の文化施設と緊密に連携している。事務局はジューセン文化会館内にある。ここには多くのコース会場やセミナー室もある。

### ジューセン文化会館
ジューセン文化会館は2010年から現在の形で存在している。3つの歴史的建造物が修復され、連結された。現在ここには市立図書館、市民大学、市営の高齢者集会所などが入居している。1階には、読書ガーデンを持つ読書カフェがある。

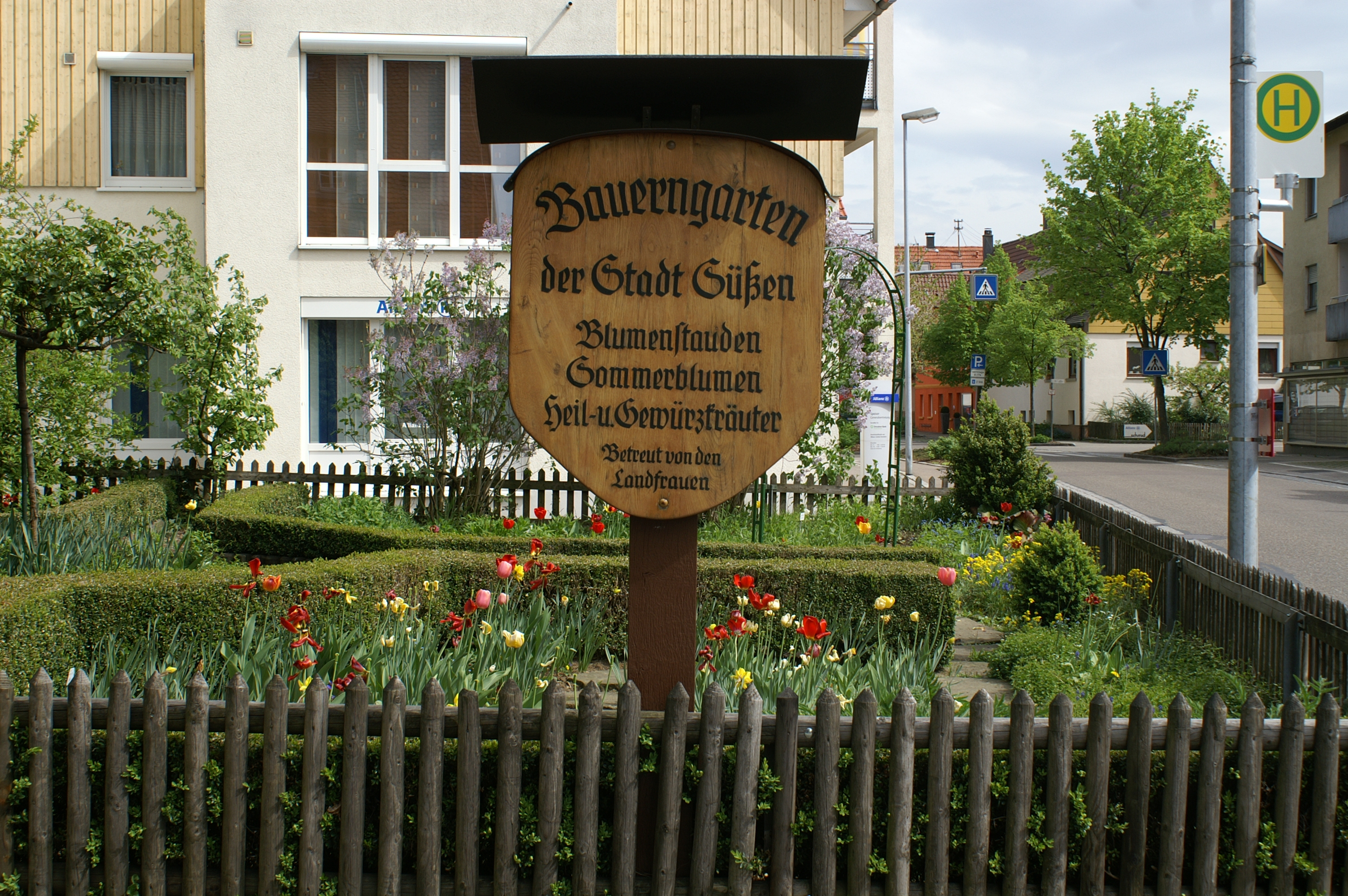
コテージガーデン

### コテージガーデン
花樹、夏の花、薬用あるいは芳香ハーブが栽培されているコテージガーデンが、地元の女性によって手入れされている。

### 建築

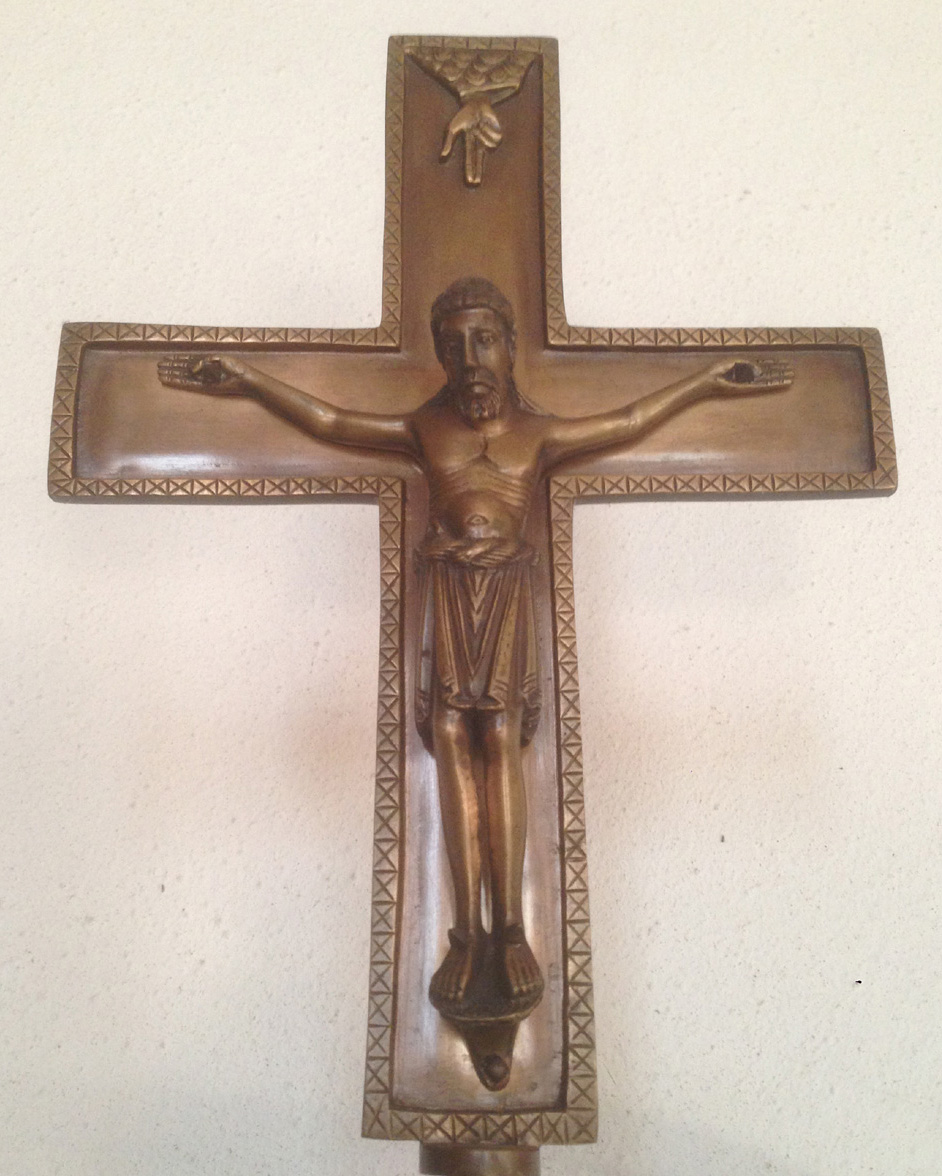
講壇あるいは祭壇の十字架

- 「歴史の泉」は1981年9月に造られた。この泉はジューセンの歴史上のエピソードを表現している。設計は、1925年にシュトゥットガルトで生まれた芸術家エミール・ヨー・ホモルカである。彼は、1971年にゲッピンゲン郡の郡立文書館員ヴァルター・ツィーグラーの提案に基づいて行われた900年祭のパーレードで表現された街の歴史上の事件を表現した。これにはジューセンのユダヤ人強制移送も含まれていた。オッテンハイマー家とラング家という2組のユダヤ人家族は通りの名にもなっている[12]。個々のシーンの説明は、バス停の近くにあたる裏面に記述されている。
- 玉ねぎ型の屋根の塔（ドイツ語版、英語版）を有するゴシック様式のウルリヒス教会は18世紀前半に建設された。北のファサードのオリーブ山は、かつてはウルムのイェルク・シルリンの工房作であると考えられていたが、新しい研究では、1510年から1520年頃のアーデルベルク修道院の彫刻工房作であると同定された。この作品は、特に髪の扱いに見られるようにティルマン・リーメンシュナイダーの流れを継いでいることが明らかである。
- ゴシック様式のアルテ・マリエン教会（旧マリエン教会）にはオリジナルに忠実に作り直された講壇あるいは祭壇の十字架のレプリカがある。
- マリエ・ヒンメルファールト教区教会（新マリエン教会）はオットー・リンダーによって1928年から29年に表現主義で造られた教会である。1971年に塗り込められたアロイス・シェンクの絵画は、2006年に再び公開された[13]。
- ハイデンハイマー通りの詩人ヨハン・ゲオルク・フィッシャー記念碑
- 十分の一税倉庫
- 市庁舎

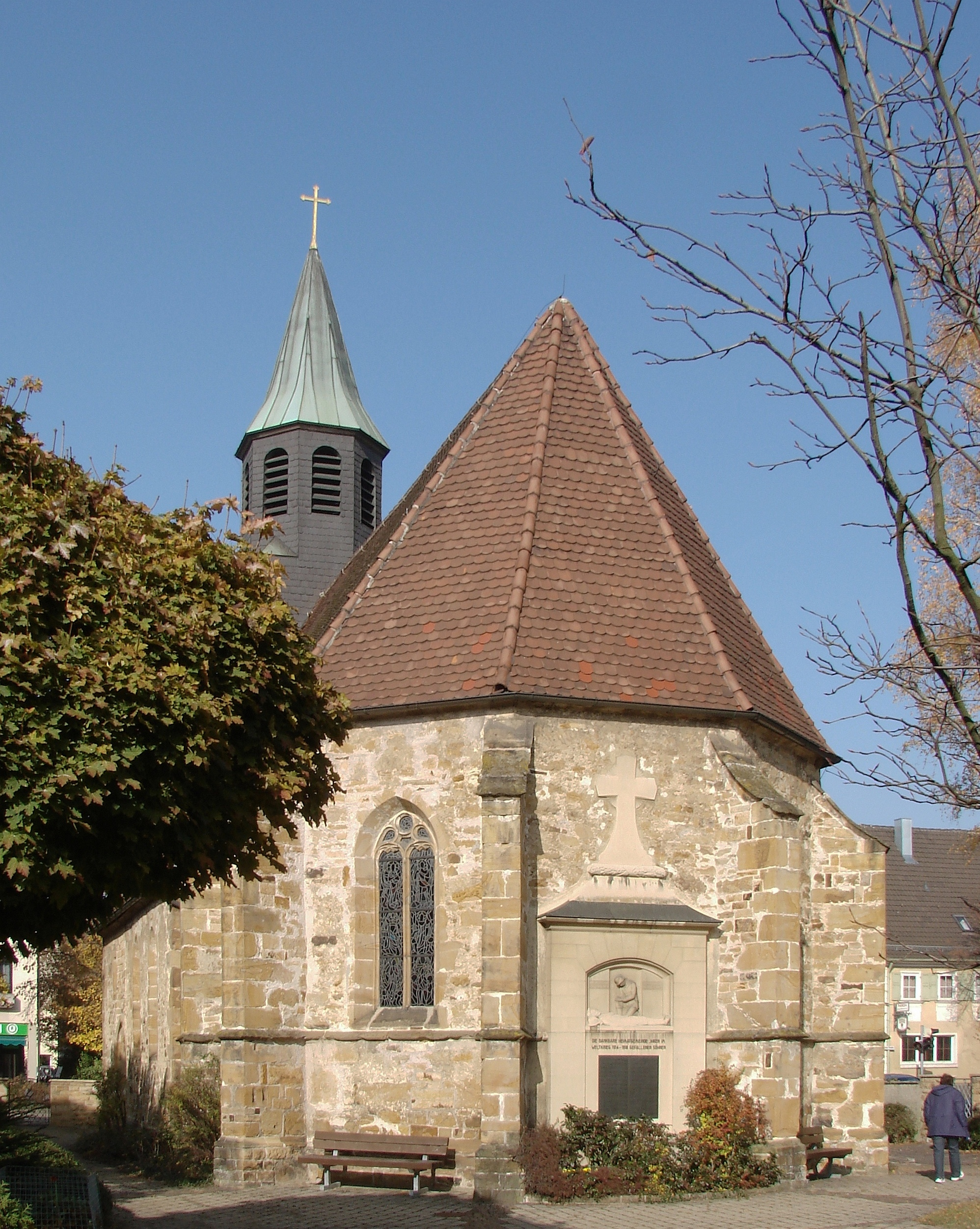
旧マリエン教会
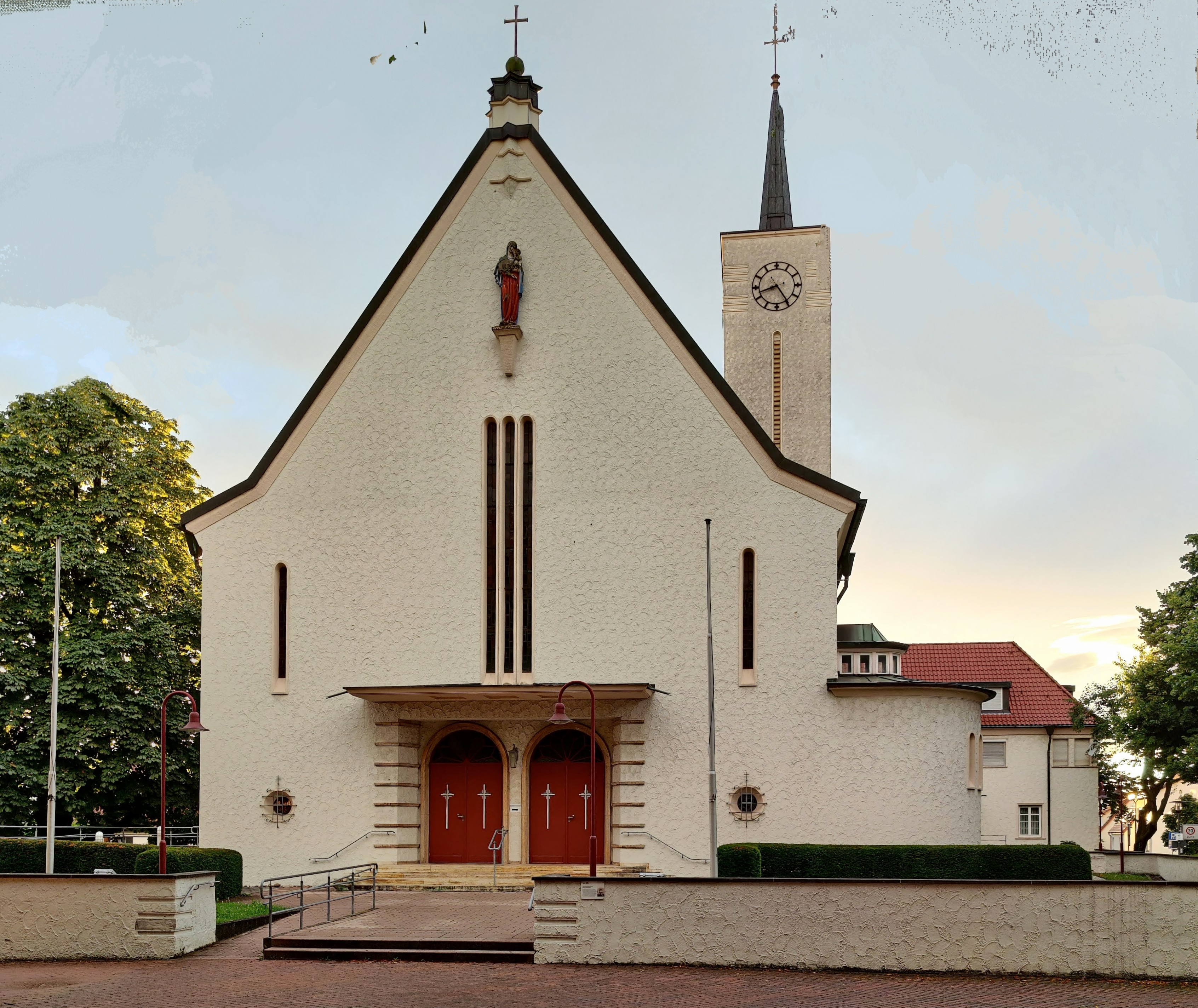
新マリエン教会
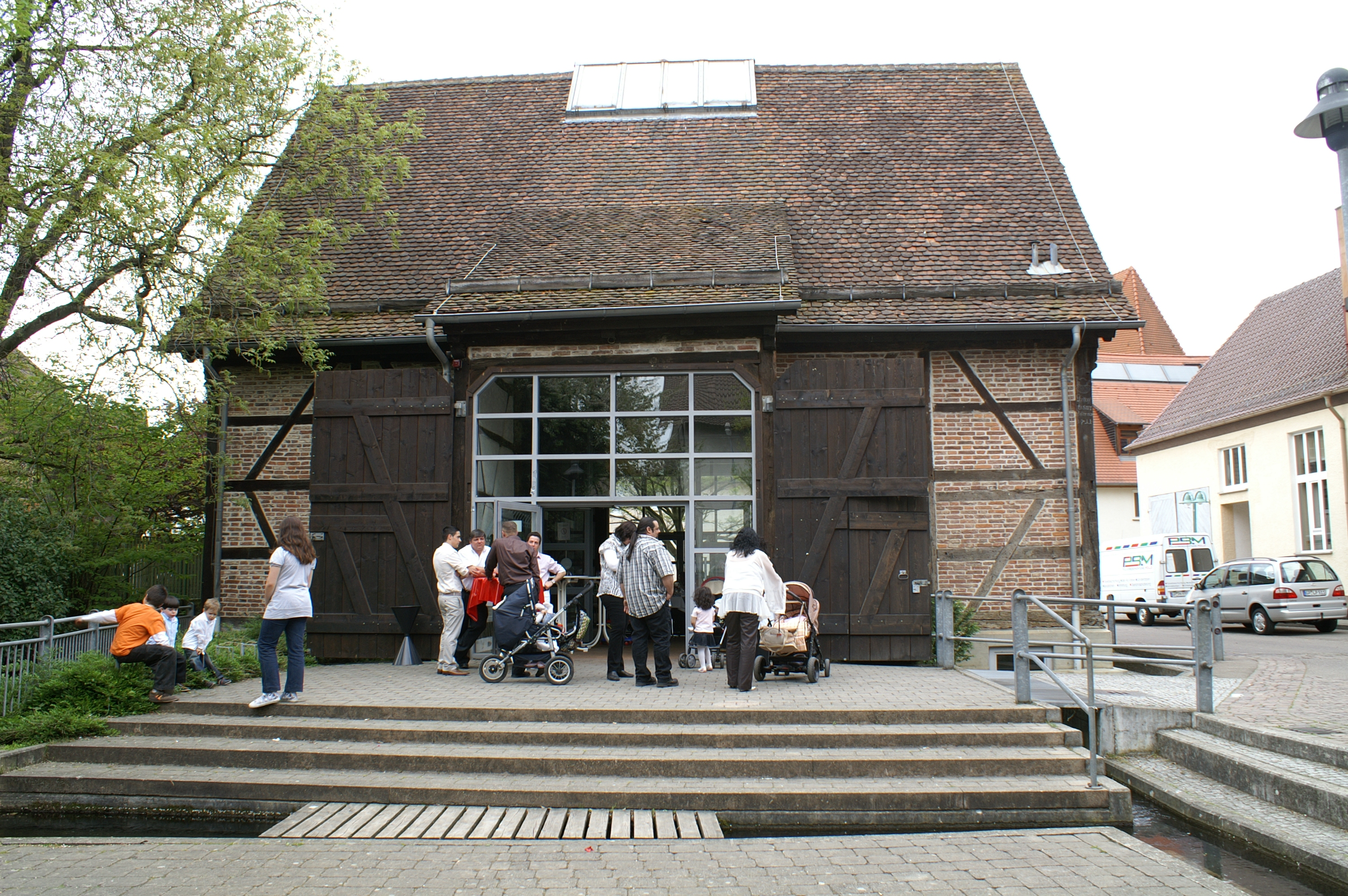
十分の一税倉庫

### ロマネスク様式の講壇あるいは祭壇の十字架
旧マリエン教会のロマネスク様式の「講壇あるいは祭壇の十字架」は12世紀後半に創られたもので、ホーエンシュタウフェン周辺地方で唯一現存するシュタウフェン＝ロマネスク時代の可動美術品である。ブロンズ製のキリストの表情は、ロマネスク様式に典型的なもので、苦しみではなく、死を克服したことを表している。この像の特徴は、二重の紐付き冠、膝まで届く褌、交差していない脚にある。オリジナル作品は、1977年にシュトゥットガルトのシュタウフェン展で見ることができたが、ジューセンの聖マリエン教会の宝物である。この十字架は1977年からシュタウフェン街道の見所の1つになっている。

### 周辺地域
周辺の山並みや森では徒歩や自転車での小旅行が楽しめる。展望台からはフィルスタール、シュヴェービシェ・アルプ、シュトゥットガルト方面の丘陵地を望むことができる。市の高台にあり遠くからも見えるシュタウフェンエック城は、徒歩で1時間以内の距離である。ラムスベルク城も近くにある行楽地である。

### 年中行事
- イースター市（復活祭の月曜日。ジューセン市当局主催）
- ジューセンの文化の春（3月または4月の1-2週間。青年会館、コルピング音楽学校、市立図書館、市民大学が主催）
- 射撃祭（9月の第3週末。かつては「クラウトフェストヴォーヘンエンデ」と呼ばれていた。2019年から）
- 市祭（7月第2週末。ジューセン市当局主催）
- 十分の一税倉庫での演芸祭（11月第2週。市当局主催）
- クリスマスマーケット（第2アドヴェントの土曜日。バイラート・ジューセナー・フェライン主催）

## 人物

### 出身者
- ヨハン・ゲオルク・フィッシャー（ドイツ語版、英語版）（1816年 - 1897年）詩人。
- ジョン・ジェイコブ・ボシュ（1830年 - 1926年）企業家。ボシュロムの創始者の1人。
- フリードリッヒ・ガイガー（1907年 - 1996年）自動車デザイナー。

### ゆかりの人物
- エーリヒ・トップ（1914年 - 2005年）軍人。Uボート艦長。ジューセンで亡くなった。

## 関連図書
- Christoph Friedrich von Stälin, ed (1842). “Groß-Süßen”. Beschreibung des Oberamts Geislingen. Die Württembergischen Oberamtsbeschreibungen 1824–1886. Band 17. Stuttgart / Tübingen: Cotta’sche Verlagsbuchhandlung. pp. 203–207